# Église Saint-Hilaire de Lespéron
L'église Saint-Hilaire est une église située en France sur la commune de Lespéron, dans le département de l'Ardèche en région Auvergne-Rhône-Alpes.
Elle fait l'objet d'un classement au titre des monuments historiques depuis 1941.

## Localisation
L'église est située sur la commune de Lespéron, dans le département français de l'Ardèche.

## Historique
L'église Saint-Hilaire a été donnée au XIe siècle à l’abbaye de Saint-Guilhem-le-Désert par les seigneurs Pons de Jaujac et Itier de Solignac.
Au XVIIIe siècle, les archives mentionnent trois chapelles à l’intérieur de l’église : l’une sous le vocable de saint Hilaire, l’autre sous celui de saint Martin et une 3e sous le vocable de Notre-Dame.
L'édifice est classé au titre des monuments historiques depuis le 9 août 1941.